# Чижі (гміна)
Гміна Чижі (Чиже, пол. Gmina Czyże) — сільська гміна у східній Польщі. Належить до Гайнівського повіту Підляського воєводства. Адміністративний центр — село Чижі.
Станом на 31 грудня 2011 у гміні проживало 2354 особи.

## Територія
Згідно з даними за 2007 рік площа гміни становила 134.20 км², у тому числі:
- орні землі: 86.00 %
- ліси: 7.00 %

Таким чином, площа гміни становить 8.27 % площі повіту.

## Населення
Станом на 31 грудня 2011:
| Опис     | Загалом | Загалом | Чоловіки | Чоловіки | Жінки | Жінки |
| -------- | ------- | ------- | -------- | -------- | ----- | ----- |
| одиниця  | осіб    | %       | осіб     | %        | осіб  | %     |
| все      | 2354    | 100     | 1151     | 48.90    | 1203  | 51.10 |
| міське   | 0       | 100     | 0        |          | 0     |       |
| сільське | 2354    | 100     | 1151     | 48.90    | 1203  | 51.10 |

## Сусідні гміни
Гміна Чижі межує з такими гмінами: Більськ-Підляський, Гайнівка, Дубичі Церковні, Нарва, Орля.